# Bargoens
Le bargoens ou dieventaal désigne le sociolecte parlé aux Pays-Bas durant la première moitié du XXe siècle par les marginaux de la société néerlandaise, comme les vagabonds et clochards, les marchands ambulants, les forains ou encore les membres de la pègre et les proxénètes. Le bargoens peut être considéré comme un cryptolecte, un jargon ou un argot, entrant dans ce dernier cas dans la catégorie des « straattalen (nl) » néerlandais.

## Origine

### Locuteurs
(novembre 2015).
Le bargoens a d'abord été parlé au sein de la communauté yiddish, ce qui explique que le vocabulaire provient principalement du yiddish et de l'hébreu. Toutefois, le bargoens fait également de nombreux emprunts au néerlandais, au romani, au yéniche et au haut-allemand.
Par la suite, ce sont les Woonwagenbewoner (nl) (gens du voyage néerlandais) qui, en commerçant avec les juifs, ont appris l'usage du bargoens. Son usage s'est notamment développé lors des échanges commerciaux avec les citadins néerlandais, afin de garder secrètes certaines informations.

### Étymologie
Étymologiquement parlant, selon le Van Dale, le terme de « bargoens » provient vraisemblablement du français « baragouin » (mot lui-même d'origine bretonne). Le Van Dale précise même que le mot, signifiant « parler de façon inaudible ou peu compréhensible », provient probablement de « bara » (« pain ») et « gwin » (« vin »), mots que les soldats bretons répétaient dans les auberges.
Néanmoins, les Bretons n'étaient pas les seuls à utiliser des mots incompréhensibles pour les non-locuteurs. Les Grecs, qui désignaient les peuples ne parlant pas le grec par l'appellation de « barbaroi », imitaient ainsi le bruit qu'évoquaient pour eux leurs discussions. Ce mot pourrait être une origine possible de bargoens, voyageant avec les populations d'Europe centrale. Il peut même s'agir d'une invention directement néerlandaise, l'onomatopée « brabbelen », utilisée par les acteurs de théâtre pour imiter un brouhaha, répétant originellement le mot « rabarber » en français : « rhubarbe » ; ce pourrait donc être une autre origine possible du mot bargoens.
Son appellation alternative est plus claire du point de vue étymologique. Littéralement, « dieventaal » signifie en néerlandais « langue des voleurs ». On peut ainsi rapprocher l'usage et la représentation de l'usage du bargoens du germania, argot des prisonniers espagnols du XVIe siècle.

## Usage
La formation du bargoens remonte au XVIIe siècle, et son usage a été massif entre 1850 et 1950. Jusqu'au milieu du XXe siècle, le bargoens est pratiquement la langue seconde des gens du voyage et les Juifs, vivant retirés dans certains woonwijken d'Amsterdam et au Limbourg méridional.
De nos jours, si l'usage courant du bargoens a disparu, de nombreux mots bargoens ont intégré la langue néerlandaise courante. Néanmoins, les termes qui en sont issus sont bien souvent cantonnés à un usage parmi les classes populaires ou au sein des sous-cultures.

## Vocabulaire
| Bargoens    | Néerlandais                       | Français |
| ----------- | --------------------------------- | --- |
| apehaar     | (slechte) tabak                   | mauvais tabac |
| appie kim   | in orde                           | dans l'ordre |
| bajes       | gevangenis                        | prison - mot hébréo-yiddish בית (bayis=maison, ici maison d'arrêt, prison)                                       |
| bekakt      | verwaand, hooghartig, snobistisch | suffisant, arrogant, snob                                                                                        |
| bollebof    | baas                              | chef (hébreu-yiddish balebos בעל הבית (proprio)                                                                  |
| bisnis      | het zakenleven                    | business, la vie des affaires                                                                                    |
| eisjedies   | overspel, vreemdgaan              | tromperie, tricherie                                                                                             |
| gabber      | vriend                            | יami, pote - mot yiddish חבר (ami)                                                                               |
| gozer       | jongeman                          | jeune homme - mot hébréo-yiddish חָתָן (xosen=futur mari)                                                          |
| hufter      | klootzak                          | trou de balle |
| lef         | durf                              | courage - mot hébréo-yiddish לב (cœur, comme dans le Cid etc.)                                                   |
| jatten      | zn.: handen; ww.: stelen          | mains, voler - mot hébréo-yiddish ידיים (mains)                                                                  |
| poen        | geld                              | argent - mot yiddish                                                                                             |
| penoze      | onderwereld                       | « collègues mutuellement confiants », à savoir la pègre - mot hébréo-yiddish פרנסה (prononcé en yiddish parnose) |
| opduvelen!  | Maak dat je wegkomt!              | Dégage ! |
| saffie      | sigaret                           | cigarette - mot persan                                                                                           |
| smeris      | politieagent                      | agent de police - mot hébréo-yiddish שמירה garde (prob. pluriel שמירות shmires)                                  |
| temeier     | prostituee                        | prostituée mot hébréo-yiddish טמאה (prononcé temeye=impure)                                                      |
| kassiewijle | dood, defect                      | mort, hors d'usage                                                                                               |
| togus/tokus | achterwerk, anus                  | anus - mot hébreu-yiddish תחת (tuxes)=cul                                                                        |

Le surnom des anciennes valeurs en florin néerlandais était en bargoens :
| hondje      | 10 cents (dubbeltje)                          |
| heitje      | 25 cents (« kwartje »)                        |
| piek        | 1 florin (« gulden »)                         |
| knaak       | 2 florins - format rixdale (« rijksdaalder ») |
| joet        | 10 florins                                    |
| geeltje     | 25 florins                                    |
| meier       | 100 florins (peut-être hébréo-yiddish "me'ah" |
| (rooie) rug | 1 000 florins                                 |